# Ginostra

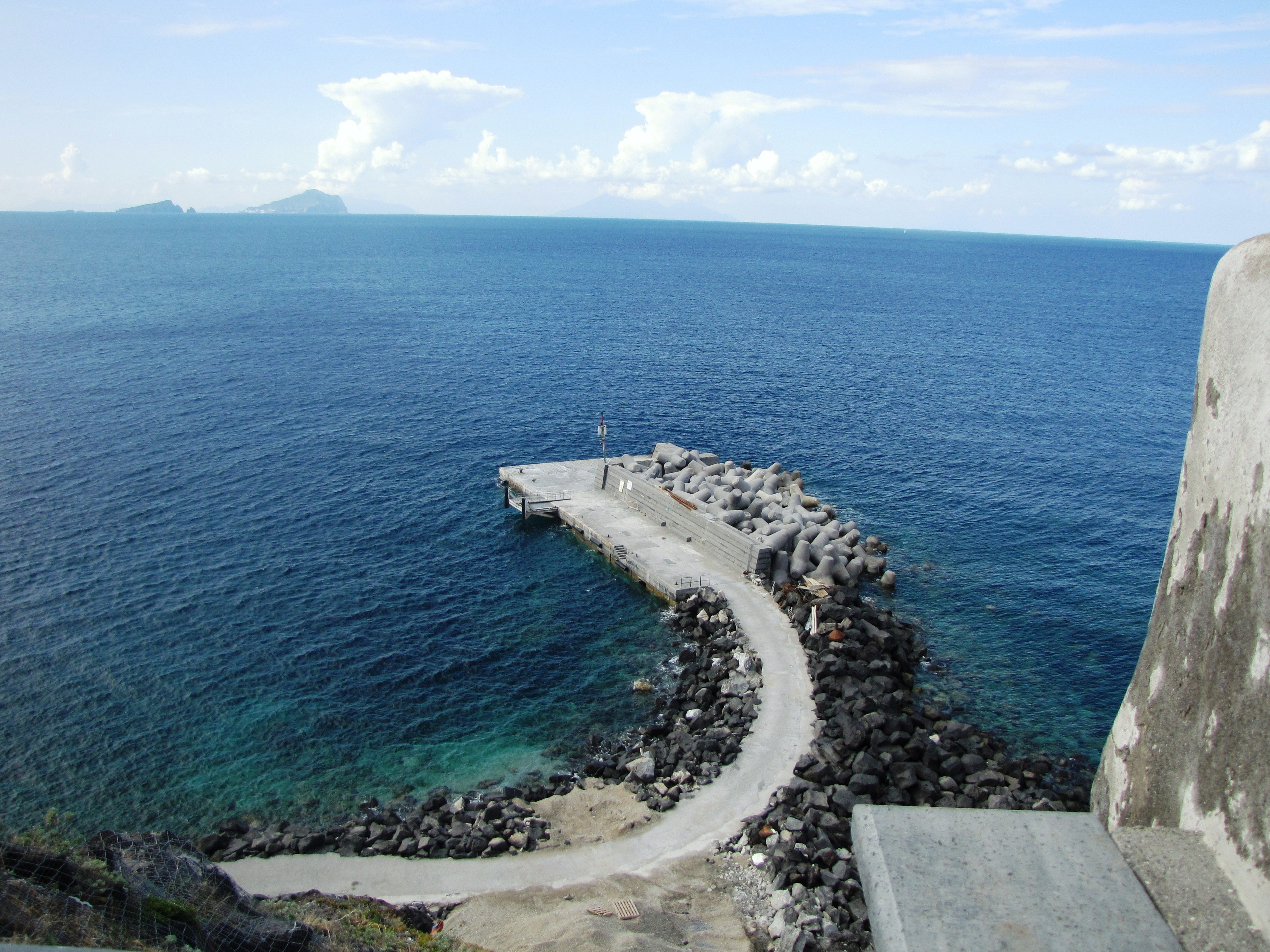
Il porto di Ginostra

Ginostra è una frazione del comune di Lipari, nella città metropolitana di Messina. Gli abitanti residenti sono circa 40.

## Geografia fisica
Il piccolo borgo è disposto ad anfiteatro nella parte sud-occidentale dell'isola di Stromboli e offre la vista su alcune isole dell'arcipelago delle Isole Eolie, sulla costa calabra e sull'Etna.
La parte alta del borgo è chiamata Timpone. Qui è presente un insediamento preistorico della cultura di Capo Graziano, risalente al XVII - XVI secolo a.C.

## Economia
Ginostra è meta turistica, sebbene non abbia vere e proprie spiagge. Tra le principali attrazioni si annoverano l'osservazione delle attività vulcaniche dello Stromboli dal punto di osservazione di Capo Corvo, e un percorso di salita verso i crateri, più impegnativo di quello che parte dalla città di Stromboli, sempre esposto al sole, che costeggia la Sciara del Fuoco.

### Servizi
Fino al 28 febbraio 2004 nel villaggio non erano presenti né generatori pubblici di elettricità, né acqua corrente. L'elettricità è ora garantita dai pannelli fotovoltaici dell'Enel installati nella "Piana delle Vigne" sopra l'abitato, e da alcuni gruppi elettrogeni a gasolio, ma perdura l'assenza di illuminazione pubblica. La rete di distribuzione di energia è stata realizzata dall'impresa Redel di Reggio Calabria. L'acqua potabile è rifornita mediante navi-cisterna. La ricezione dei cellulari è scarsa.
Tra i servizi pubblici fondamentali, sono presenti un ufficio postale e un presidio della guardia medica.

## Infrastrutture e trasporti
Ginostra è raggiungibile solamente dal mare, tramite il pontile di attracco per traghetti e aliscafi. Il pontile è stato inaugurato nel dicembre 2004 e richiede una manutenzione costante perché molto esposto alle mareggiate. Prima si accedeva solamente attraverso il porticciolo chiamato Pirtuso, definito da molti il porto più piccolo del mondo, in quanto in grado di ospitare una sola barca alla volta.
Per la particolare conformazione del borgo e dei suoi viottoli stretti, non sono presenti automobili: per il trasporto delle cose, sono impiegati solo gli asini e solo recentemente hanno fatto comparsa le carriole a motore.